# Antigua Escuela de Jurisprudencia
El edificio de la Antigua Escuela de Jurisprudencia está ubicado en la esquina de las calles República de Argentina y San Ildefonso en el Centro Histórico de la Ciudad de México. Originalmente fue el convento de Santa Catalina de Siena, fundado por monjas dominicas en 1593. Después de la expedición de las Leyes de Reforma, el gobierno tomó posesión del edificio, lo transformó y lo demolió parcialmente para convertirlo en un cuartel militar. Mientras tanto, la Universidad Nacional de México, precursora de la UNAM, había cerrado sus puertas en 1833, y la Escuela de Jurisprudencia se recreó en el Colegio de San Ildefonso. En 1868, la Escuela Nacional Preparatoria fue fundada en el mismo edificio por lo que la Escuela de Jurisprudencia se trasladó al ex convento de la Encarnación (actualmente ocupado por las oficinas de la Secretaría de Educación Pública) y finalmente al ex Convento de Santa Catalina de Siena. En 1908, Porfirio Díaz inauguró en este edificio la Escuela Nacional de Jurisprudencia.
Dos años más tarde, Justo Sierra fundó la Universidad Nacional de México. La escuela se integró en la nueva universidad, junto con otras escuelas profesionales. En 1929, un movimiento estudiantil en el cual desempeñó un papel decisivo la Escuela de Jurisprudencia, consiguió la autonomía de la universidad, lo que significaba que el gobierno no intervendría en la creación del currículum escolar. En 1948, el edificio pasó a ser propiedad exclusiva de la universidad. En 1954, con la construcción de las nuevas instalaciones en Ciudad Universitaria, la escuela se trasladó al sur. El edificio alberga hoy los servicios de educación continua y atención a exalumnos de la Facultad de Derecho.
La fachada del edificio es de dos niveles. El nivel inferior en su mayoría es carente de ornamentación, pero el nivel superior es básicamete en estilo palladiano, en especial por el uso de columnas con frontones. Sin embargo, la mayor parte del edificio, por dentro y por fuera, muestra una mezcla ecléctica de estilos arquitectónicos, ya que fue remodelado en varias ocasiones durante diferentes períodos arquitectónicos. El interior contiene lo que queda de los patios del antiguo convento a pesar de que han sido muy alterados. El tercer piso fue añadido a principios del siglo XX.